# 오사카정
오사카정(일본어: 小坂町)은 일본 기후현 마시타군에 설치되었던 정이다. 2004년( 3월 1일에 마시타 군의 다른 3정 1촌과 합병해 게로시가 되었다. 합병 후는, 게로시 오사카 지역이 되고 있다.

## 지리
히다 지방 남동부에 위치하고 있으며, 온타케 산의 히다 쪽 등산로가 있는 산지 마을이다.온타케산에서 이어지는 가파른 지형 때문에 취락은 히다 강, 고사카 강과 그 지류로 이루어진 곡저에 형성되어 있다.

## 역사
- 1875년 3월 7일 - 마시타군 오사카향의 11개촌이 합병해 지쿠마군 오사카촌이 되었다
- 1876년 8월 21일 - 지쿠마현이 기후편에 편입되었다.
- 1889년 7월 1일 - 미사카군 오사카촌이 성립하였다.
- 1898년 3월 2일 - 정으로 승격해 오사카정이 되었다.
- 2004년 3월 1일 - 하기하라정, 게로정, 가나야마정, 마제촌과 합병해 게로시가 성립하였다. 동일 오사카정은 폐지되었다.

## 교통

### 철도
- 도카이 여객철도 다카야마 본선

### 도로
- 국도 제41호선

## 참고 문헌
- 角川日本地名大辞典編纂委員会,『角川日本地名大辞典 21 岐阜県』1980, 角川書店